# Wallace Carothers

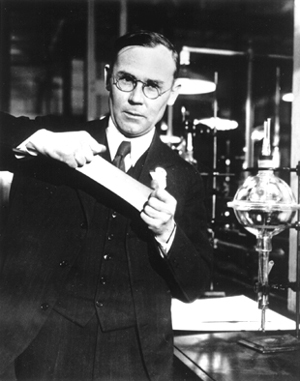
Wallace Carothers

Wallace Hume Carothers (ur. 27 kwietnia 1896 w Burlington w amerykańskim stanie Iowa, zm. 29 kwietnia 1937) – amerykański chemik, kierownik działu chemii organicznej w koncernie DuPont, uważany za wynalazcę nylonu.

## Życiorys
Po ukończeniu szkoły średniej Wallace Carothers rozpoczął studia na wydziale zarządzania w college’u w Des Moines w stanie Iowa. Następnie Carothers zdecydował się na dalszą naukę i tym razem za cel studiów wybrał chemię, którą ukończył na uniwersytecie w Dakocie Południowej. Okazało się, że właśnie chemia stała się pasją życia Carothersa, zaś swoją edukację przypieczętował on obroną w roku 1924, doktoratu z chemii na uniwersytecie w Illinois.
Carothers podjął następnie pracę badawczą jako asystent na wydziale chemii Uniwersytetu Harvarda, zajmując się m.in. badaniem właściwości polimerów.
W tym czasie koncern DuPont intensywnie pracował nad wynalezieniem syntetycznego odpowiednika naturalnego jedwabiu. Projekt ten stał się wkrótce kluczowym przedsięwzięciem przedsiębiorstwa, a Carothers zgodził się na pracę dla DuPont, przejmując wkrótce kierownictwo badań. Na bezpośredniego przełożonego Carothersa wyznaczono Elmera K. Boltona. Ten poprosił Carothersa o pokierowanie badaniami nad poliolefinami, które jak się wydawało mogły prowadzić do odkrycia tworzywa, z którego dałoby się prząść sztuczne włókna.
Pierwszy przełom w badaniach pojawił się w kwietniu 1930 roku, kiedy to asystent Carothersa, Arnold M. Collins zdołał otrzymać pierwsze tworzywo włóknotwórcze – neopren. Polimer ten okazał się bardzo drogi w produkcji, co ograniczało jego potencjalne zastosowania. Prawdziwy przełom przyniosło dopiero odkrycie Juliana Hilla. Julian Hill zajmował się badaniami poliamidów. To właśnie Hill dokonał przełomowego odkrycia, stwierdzając, że badana przez niego próbka tzw. poliamidu 6-6 rozciąga się, zachowując jednocześnie swój jedwabisty połysk. Początkowo jednak próby opracowania technologii produkcji tego poliamidu zakończyły się niepowodzeniem.
Carothers zdecydował w pewnym momencie o zaprzestaniu badań nad tym polimerem. Wiele wskazuje na to, że być może początkowo nie docenił znaczenia odkrycia, lub przeszacował trudności technologii produkcji. Na szczęście decyzję o kontynuowaniu badań podjął szef Carothersa Elmer Bolton. Kierowana przez Carothersa grupa badawcza w ciągu kilku lat zdołała przełamać wszystkie problemy chemiczne oraz technologiczne, co w roku 1937 umożliwiło komercyjne wykorzystanie włókna. Kluczowym punktem technologii był pomysł Carothersa użycia zamiast dwóch monomerów – ich mieszaniny w formie stałej soli tzw. sól AH – nazwanej na cześć wynalazcy solą Carothersa.
Carothers jest też uważany za twórcę równania wiążącego stopień polimeryzacji ze stopniem przereagowania grup funkcyjnych w polimeryzacji stopniowej, które na jego cześć jest nazywane równaniem Carothersa.
Nylon stał się sensacją wystawy światowej w Nowym Jorku. Carothers nie doczekał sukcesu swojego odkrycia. Chorował na cyklofrenię i w przebiegu fazy depresyjnej popełnił samobójstwo wypijając roztwór cyjanku potasu.